# José Teixeira Soares
 José Teixeira Soares  (Ilha Terceira, Açores, Portugal, 1852 — 27 de Outubro, 1874) foi um jornalista e professor português deu formação na instrução primária tendo na ilha Terceira colaborado em vários jornais da ilha.